# Parco archeologico della villa romana di Larderia
Il Parco archeologico della Villa romana di Larderia è situato nel comune di Roggiano Gravina, sulla riva sinistra del fiume Occido, poco a monte della confluenza con il fiume Esaro. A partire dal 1973, anno del primo importante ritrovamento, si sono susseguiti una serie di scavi che hanno riportato alla luce imponenti strutture murarie appartenenti all’impianto generale di una villa romana, databile tra il I e il IV secolo d.C.

## La villa

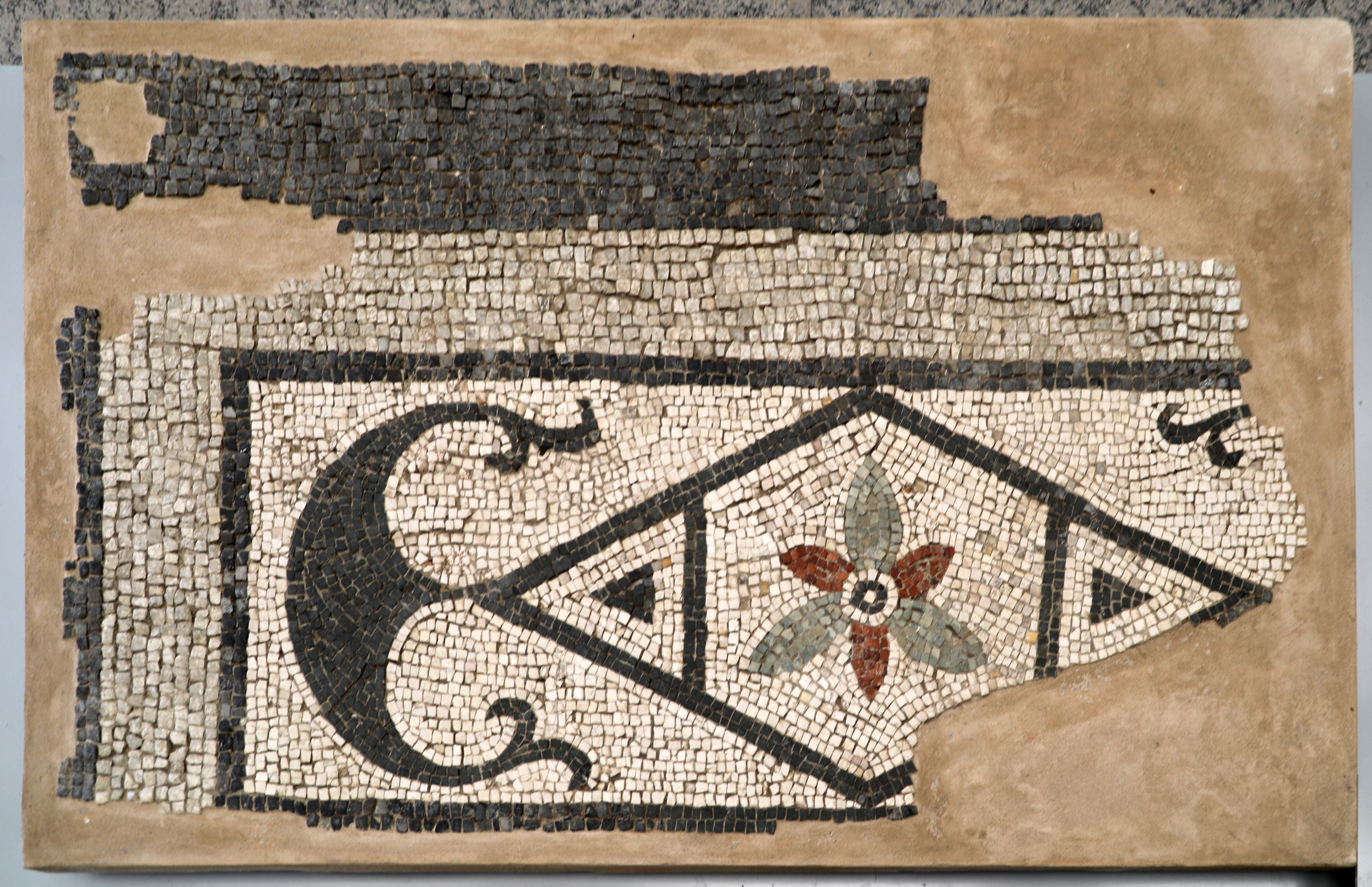
Mosaico con motivi vegetali, a pelta e geometrici, 90-110 dc ca.

Nella villa si distinguono due fasi di edificazione: la più antica, probabilmente di età augustea, è strutturata in opus incertum (muratura caratterizzata da pietre di misura diseguale poste con le facce combacianti tra loro, dando come risultato un disegno irregolare e casuale) mentre tra il II e il III secolo d.C. emergono strutture in opus testaceum (muratura incentrata sull'uso di mattoni d'argilla cotti al sole e legati con malta).
La maggior parte degli ambienti presentavano una ricca pavimentazione musiva con figure geometriche, motivi vegetali e composizioni cruciformi (realizzati con tessere in prevalenza bianche e nere) mentre la parte rustica destinata agli schiavi, alla lavorazione e alla conservazione dei prodotti agricoli era caratterizzata da locali più umili.
Il settore occidentale è costituito da un ampio complesso termale (II secolo d.C.) suddiviso in nove ambienti.
L’enorme Villa di Larderia, uno dei complessi residenziali più importanti della Calabria romana, verrà completamente abbandonata alla fine del IV secolo d.C.